# كأس الكؤوس الأوروبية 1995–96
كأس الكؤوس الأوروبية 1995–96 هو الموسم 36 من  كأس الكؤوس الأوروبية. أقيم خلال الفترة 10 أغسطس 1995 وحتى 8 مايو 1996، والذي يشرف على تنظيمه الاتحاد الأوروبي لكرة القدم، وكان عدد الأندية المشاركة فيه  48، وفاز فيه باريس سان جيرمان.

## نتائج الموسم
| المركز | فريق             | لعب | ف | ت | خ | له | عليه | ف.أ | نقاط | ملاحظة |
| ------ | ---------------- | --- | - | - | - | -- | ---- | --- | ---- | ------ |
|        | باريس سان جيرمان |     |   |   |   |    |      |     |      |        |